# 昂宗河
昂宗河（法語：Anzon，法語發音：[ɑ̃zɔ̃]）是法国奥弗涅-罗讷-阿尔卑斯大区卢瓦尔省的河流，是福雷利尼翁河的左支流，长30千米，发源自努瓦雷塔布勒，于圣西克斯特和萨伊苏库藏流入福雷利尼翁河。